# Tramvia Mataró-Argentona

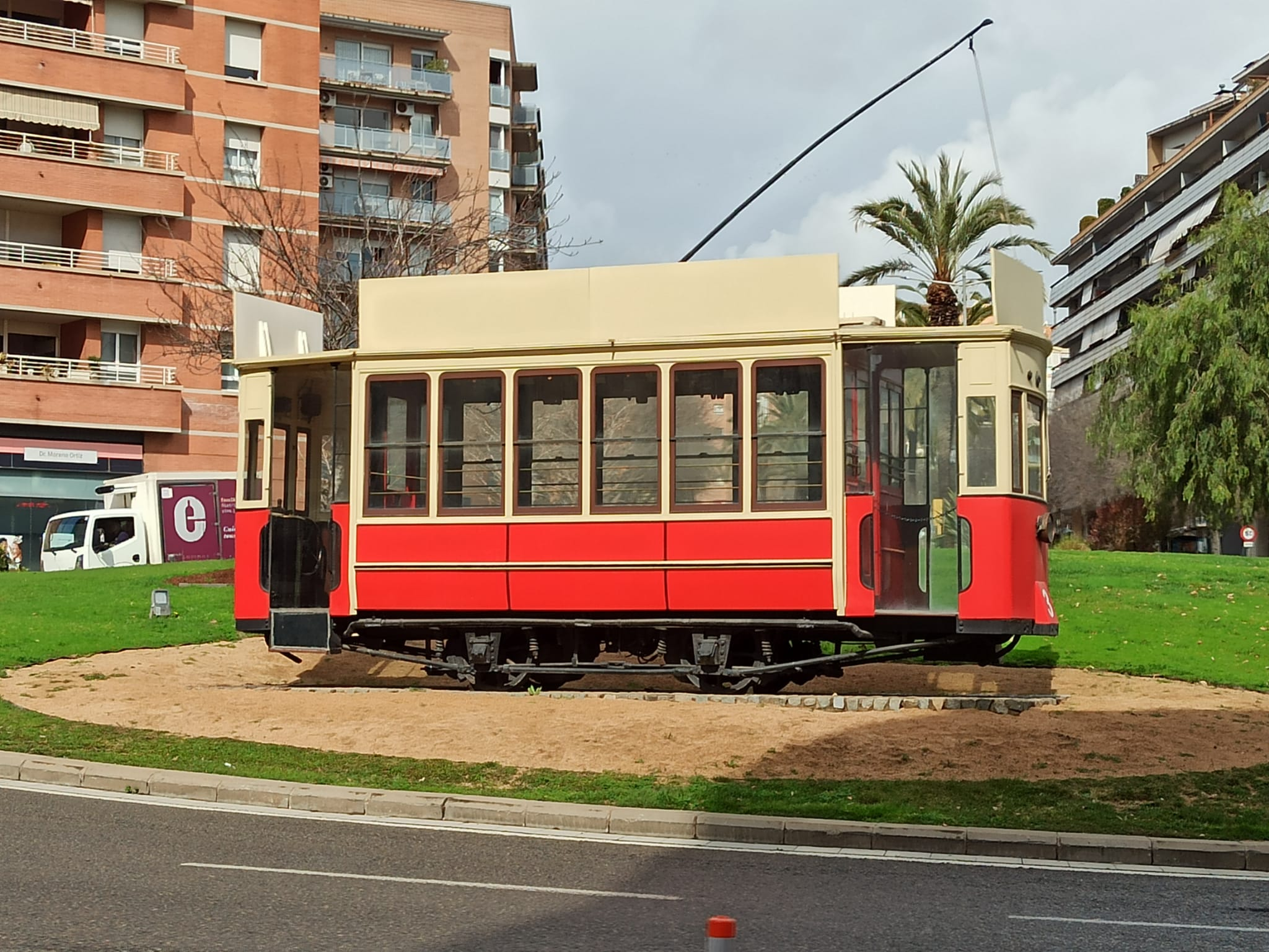
Un dels tramvies actualment ubicat a la plaça Granollers de Mataró

El tramvia de Mataró-Argentona va ser un mitjà de transport que connectava les dues poblacions. Aquest, va estar en actiu des del 1928 al 1966. Utilitzava unitats fabricades pel constructor d'Almàssera (País Valencià) Lladró i Cunyat d'Alm. Aquest tramvia es va crear el 1926, tot i que no es va posar en funcionament fins al 27 de maig de 1928.

## Història
El 5 de desembre del 1917, Antonio Gaillard i Clouchier va demanar una sol·licitud per a la creació d'una línia de tramvies. La companyia del tramvia va ser creada el 3 d'agost de 1926 amb el nom de "Companyia Anònima del Tramvia de Mataró a Argentona".
Les obres de construcció van començar el 13 de setembre de 1926 amb molta polèmica per la instal·lació del fil elèctric de contacte aeri pels carrers de la ciutat, tot aprofitant els pals de l'enllumenat. L'Ajuntament va aprofitar per introduir la reurbanització de la Plaça Santa Anna que havia sigut rebutjada anteriorment pels mataronins amb estructura de bulevard. Finalment, la inauguració del tramvia Mataró-Argentona de 5,8 km i 1m d'amplada de via, es va celebrar com un gran esdeveniment el diumenge 27 de maig de 1928, amb centenars de mataronins, la benedicció dels 3 cotxes inicials i la participació d'autoritats polítiques i militars, fidels a la dictadura de Primo de Rivera.
Aquesta línia oferia un tram directe entre la ciutat i la vila. En aquells moments hi havia un servei de tres tramvies, el Núm. 1, Núm. 2 i el Núm. 3.
A Argentona hi havia un gran nombre d'estiuejants i això va provocar que la companyia creés el 1929 un nou tramvia, el més gran i luxós dels quatre. Aquests tramvies tenien uns serveis de mitja hora cadascun per a facilitar els horaris dels treballadors.
Durant el transcurs de la guerra civil el tramvia funcionava íntegrament i sense interrupció.
A Cerdanyola, un barri de Mataró, va haver-hi un gran augment de població immigrant. Aquests utilitzaven amb major freqüència la línia de tramvies per a facilitar el desplaçament entre Mataró i Argentona i els punts intermedi per a poder anar a treballar.
Als anys 50 van augmentar els passatgers, ampliant també el nombre de tramvies fins al Núm. 6. El 1962, en veure la gran multitud de gent que usava aquests serveis, es va decidir comprar dos tramvies més. Els quals no van arribar al seu funcionament per les freqüents avaries i els mals resultats.
A partir del 1962 els serveis i l'ús dels tramvies van anar disminuint realitzant un servei cada hora, però afegint un autobús cada trenta minuts per a mantenir la freqüència establerta fins al moment.
Finalment, el 9 d'octubre de 1965 es va produir el tancament i es va clausurar oficialment el 1966. Els motius del tancament van ser:
- Continus conflictes entre l'Ajuntament de Mataró i la companyia propietària del Tramvia a causa del creixement del parc automobilístic.
- Fortes rierades van danyar el pont de la riera d'Argentona i van inundar també a Mataró la subcentral elèctrica inutilitzant tot el sistema. Els costos de reparació eren molt elevats per a aquesta època.[3]

## Dates
A la Vila d'Argentona va haver-hi moltes celebracions populars quan la línia va complir, el 31 de maig de 1953, el seu 25è Aniversari.
Aquesta celebració es va realitzar amb una missa a la parròquia de Sant Josep amb actes commemoratius per la mort d'accionistes, consellers i treballadors. Seguidament, les autoritats i convidats van agafar el tramvia per a desplaçar-se a Argentona on l'alcalde Josep Fortí Ros en nom de la corporació va proclamar al seu pare com a fill predilecte d'Argentona.

## Esdeveniments
Aquesta línia de tramvies va tenir diversos sinistres, entre ells dos mortals.
El primer va ocórrer el divendres 11 de juliol de 1952 al carrer d'Argentona, quan en empleat de l'oficina de contribucions va intentar pujar al tramvia quan aquest estava en marxa, Va relliscar i per desgràcia va anar a parar sota les rodes, morint hores més tard.
El segon va ser l'1 d'octubre del 1961. Va haver-hi una gran acumulació de sorra en la via a causa de les intenses pluges ocorregudes la nit anterior. Aquestes van provocar el descarrilament i bolcada del Núm. 3 provocant 40 ferits, alguns greus.

## Llegat
La Trinca, grup de música de la mateixa comarca, li va dedicar una cançó titulada "El tramvia de Mataró" amb la següent lletra:
"Allà a Mataró n'hi havia un tramvia
que n'és de cartró i va per la via.
Tralarà, la, la, carai quin tramvia.
Tralarà, la, la, que bé que s'hi va.
El primer vagó se'n surt de la via
i a prendre un vermut la gent i el tramvia.
Tralarà, la, la, carai quin tramvia.
Tralarà, la, la, que bé que s'hi va.
El segon vagó se'n surt de la ruta
per què el conductor n'és fill de Calcuta.
Tralarà, la, la, carai quin tramvia.
Tralarà, la, la, que bé que s'hi va."
Actualment, també, es conserven tres dels tramvies: un està exposat en la Plaça Nova d'Argentona, un altre a la Plaça de Granollers de Mataró, i un altre en el Museu del Ferrocarril de Catalunya.
En certes zones d'Argentona encara hi ha les vies.